# Lovage (группа)
Lovage — проект андеграундного продюсера Дэна Накамуры, известного под псевдонимами Dan the Automator и Nathaniel Merriweather. Вокальные партии в группе исполняют Майк Паттон (участник Mr. Bungle, Faith No More, Tomahawk, Fantômas) и Дженнифер Чарльз (известная по работе в Elysian Fields), за инструментальную часть отвечают Kid Koala (вертушки), Брэндон Эрновик (гитара), Дэниэлс Спиллз (клавишные) и SweetP (клавесин, флейта).
Коллектив выпустил единственный альбом Music to Make Love to Your Old Lady By 6 ноября 2001 года. На основе 12-ти рецензий музыкальных критиков сайт Metacritic присвоил записи рейтинг в 66 пунктов из 100 с комментарием «в целом положительные отзывы».

## Дискография
- 2001 — Music To Make Love To Your Old Lady By
- 2001 — Music to Make Love to Your Old Lady By (Instrumental Version)